# Kasatići
Kasatići är en ort i Bosnien och Hercegovina.   Den ligger i entiteten Federationen Bosnien och Hercegovina, i den centrala delen av landet, 13 km väster om huvudstaden Sarajevo. Kasatići ligger 662 meter över havet och antalet invånare är 190.
Terrängen runt Kasatići är kuperad norrut, men söderut är den bergig.Runt Kasatići är det ganska tätbefolkat, med 93 invånare per kvadratkilometer.. Närmaste större samhälle är Sarajevo, 13,1 km öster om Kasatići. 
I omgivningarna runt Kasatići växer i huvudsak blandskog.